# Hector Jungersen
Hector Fredrik Estrup Jungersen, född den 13 januari 1854, död den 6 mars 1917, var en dansk zoolog.
Jungersen blev filosofie doktor 1889, var docent vid Köpenhamns universitet 1883-85, vid Polyteknisk Læreanstalt 1886-91, och blev professor i zoologi vid universitetet 1899. I sina skrifter behandlade han talrika evertebrat- och vertebratgrupper från skilda synpunkter. Jungersens viktigaste arbeten gäller fiskarnas anatomi och sjöpennornas utveckling, byggnad och anatomi.

## Utmärkelser
- Riddare av Dannebrogorden,  1896[2]
- Dannebrogsmännens hederstecken,  1913[2]

[Redigera Wikidata]